# 1361 Leuschneria
Az 1361 Leuschneria (ideiglenes jelöléssel 1935 QA) a Naprendszer kisbolygóövében található aszteroida. Eugène Joseph Delporte fedezte fel 1935. augusztus 30-án.